# 达纳斯·拉普西斯
达纳斯·拉普西斯（立陶宛語發音：[ˈdaːnɐs rɐpˈɕiːs]，1995年5月21日—）生于帕拿韦日斯，是一名立陶宛男子游泳运动员，主攻仰泳和自由泳。他在幼儿园时开始接触游泳，一开始仅仅只是为了增强体质，一段时间后才开始以专业选手作为目标。
2020年5月15日，拉普西斯因为参加非法街头飙车，被警方罚款，他的驾照也被吊销三个月，事后他透过社交媒体向公众致歉。